# Métathèse des alcènes
La métathèse des alcènes ou métathèse des oléfines ou encore transalkylidénation est une réaction organique qui implique la redistribution de fragment alkylidène par scission d'une liaison double carbone-carbone dans les alcènes. Depuis sa découverte, la métathèse des alcènes est largement utilisée dans l'industrie et la recherche pour la fabrication entre autres de médicaments ou de polymères. Elle compte comme avantage la très faible production de sous-produits et de déchets dangereux. Yves Chauvin, Robert Grubbs et Richard R. Schrock ont partagé le prix Nobel de chimie en 2005 pour « le développement de la méthode de métathèse en synthèse organique ».
La réaction est catalysée par des métaux de transition, comme le nickel, le tungstène, le rhénium, le ruthénium et le molybdène. La réaction consiste en le clivage de la double liaison d'un alcène, suivie par la redistribution statistique de fragments alkylidène. La réaction générale est illustrée par l'équation bilan suivante :

## Mécanisme
C'est à Hérisson et Chauvin que l'on doit le mécanisme de la métathèse des alcènes catalysée par des métaux de transition.
Les règles de Woodward–Hoffmann interdisent la cycloaddition [2+2] directe de 2 alcènes. Dans le mécanisme de Chauvin, la réaction commence par une cycloaddition [2+2] d'un alcène avec un métal-alkylidène. L'interaction des orbitales d du catalyseur métallique permet d'abaisser l'énergie de manière significative, ce qui permet à la réaction de se dérouler rapidement à des températures modestes.
Le métallacyclobutane formé peut alors s'ouvrir soit en donnant les produits de départ, soit un nouvel alcène et nouvel alkylidène. Ce nouvel alkylidène peut à son tour réagir avec un autre alcène.
Dans le cas d'une métathèse entre 2 alcènes terminaux, la réaction est favorisée dans le sens « productif » puisque de l'éthène est généré qui s'évapore et interdit donc une métathèse « improductive ».

## Applications

### Métathèse de fermeture de cycle
La métathèse de fermeture de cycle ou RCM (pour ring-closing metathesis en anglais) est un cas particulier de la métathèse qui est largement utilisée car elle permet en particulier la synthèse de cycles de taille moyenne (7 ou 8 carbones) qui sont difficiles à synthétiser par d'autres méthodes. Il s'agit d'une métathèse interne produisant un cycloalcène et un alcène volatil (souvent l'éthène).

### Métathèse croisée
La métathèse croisée ou CM (pour cross-metathesis en anglais) est un cas de métathèse où la réaction entre 2 alcènes R1= et R2= donne très majoritairement l'alcène R1=R2 (et des quantités négligeables de R1=R1 et R2=R2).

### Métathèse de polymérisation par ouverture de cycle
La métathèse de polymérisation par ouverture de cycle ou ROMP (pour ring opening metathesis polymerisation en anglais) est une application de la métathèse à la chimie des polymères. Cette polymérisation par ouverture de cycle a lieu par polymérisation en chaîne en utilisant des cycloalcènes comme monomères pour donner des polyalcadiènes. La synthèse la plus courante est celle du polyacétylène à partir du cyclooctatétraène.

### Métathèse de polymérisation de diènes acycliques
La métathèse de polymérisation de diènes acycliques ou ADMET (pour acyclic diene metathesis en anglais) est une autre application de la métathèse à la chimie des polymères. Elle est utilisée pour la polymérisation de diènes terminaux. Elle a lieu par polymérisation par étapes.
Les liaisons doubles formées peuvent être en configuration cis ou trans. 
L'ADMET a été introduite par K. B. Wagener en 1991. Il a polymérisé avec succès le 1,5-hexadiène en polybutadiène.